# Chemillé
Chemillé è una località appartenente al comune francese di Chemillé-Melay, situato nel dipartimento del Maine e Loira nella regione dei Paesi della Loira.

## Storia
Chemillé è stato un comune indipendente fino al 1º gennaio 2013, quando si è fuso con il contiguo comune di Melay per formare il nuovo comune di Chemillé-Melay.

### Simboli
Lo stemma è riprodotto nell'Armorial Général de France del 1696.

## Società

### Evoluzione demografica
Abitanti censiti